# Zwettl (district)
Het politieke district Bezirk Zwettl in de Oostenrijkse deelstaat Neder-Oostenrijk ligt in het noordoosten van het land, ten noordwesten van de hoofdstad Wenen en ten zuiden van de grens met Tsjechië. Het is een relatief groot, dunbevolkt district met vele kleine dorpjes. Er wonen ongeveer 45.000 mensen. Het district bestaat uit een aantal gemeenten, die hieronder zijn opgesomd.

## Gemeenten en bijbehorende plaatsen
- Allentsteig
  - Allentsteig, Bernschlag, Reinsbach, Thaua, Zwinzen
- Altmelon
  - Altmelon, Dietrichsbach, Dürnberg, Fichtenbach, Großpertenschlag, Kleinpertenschlag, Kronberg, Kronegg, Marchstein, Perwolfs, Schwarzau
- Arbesbach
  - Arbesbach, Brunn, Etlas, Haselbach, Kamp, Neumelon, Pretrobruck, Purrath, Rammelhof, Schönfeld, Schwarzau, Wiesensfeld
- Bärnkopf
- Echsenbach
  - Echsenbach, Gerweis, Großkainraths, Haimschlag, Kleinpoppen, Rieweis, Wolfenstein
- Göpfritz an der Wild
  - Almosen, Breitenfeld, Georgenberg, Göpfritz an der Wild, Kirchberg an der Wild, Merkenbrechts, Scheideldorf, Schönfeld an der Wild, Weinpolz
- Grafenschlag
  - Bromberg, Grafenschlag, Kaltenbrunn, Kleingöttfritz, Kleinnondorf, Langschlag, Schafberg, Wielands
- Groß Gerungs
  - Aigen, Albern, Antenfeinhöfe, Blumau, Böhmsdorf, Dietmanns, Egres, Etlas, Etzen, Frauendorf, Freitzenschlag, Griesbach, Groß Gerungs, Groß Meinharts, Haid, Harruck, Häuslern, Heinreichs, Hypolz, Josefsdorf, Kinzenschlag, Klein Gundholz, Klein Reinprechts, Klein Wetzles, Kotting Nondorf, Marharts, Mühlbach, Nonndorf, Ober Neustift, Ober Rosenauerwald, Oberkirchen, Preinreichs, Reitern, Schall, Schönbichl, Siebenberg, Sitzmanns, Thail, Wendelgraben, Wurmbrand
- Großgöttfritz
  - Engelbrechts, Frankenreith, Großgöttfritz, Großweißenbach, Kleinweißenbach, Reichers, Rohrenreith, Sprögnitz
- Gutenbrunn
  - Gutenbrunn, Ulrichschlag
- Kirchschlag
  - Bernhardshof, Eck, Gaßles, Kienings, Kirchschlag, Merkengerst, Pleßberg, Roggenreith, Scheib, Schneeberg
- Kottes-Purk
  - Bernhards, Dankholz, Doppl, Elsenreith, Ensberg, Ernst, Felles, Fohra, Gotthardschlag, Gschwendt, Günsles, Heitzles, Hörans, Kalkgrub, Koppenhof, Kottes, Leopolds, Münichreith, Pfaffenschlag, Pötzles, Purk, Reichpolds, Richterhof, Runds, Schoberhof, Singenreith, Teichmanns, Trittings, Voirans, Voitsau, Weikartschlag, Wernhies
- Langschlag
  - Bruderndorf, Bruderndorferwald, Fraberg, Kainrathschlag, Kasbach, Kehrbach, Kleinpertholz, Kogschlag, Langschlag, Langschlägerwald, Mittelberg, Mitterschlag, Münzbach, Reichenauerwald, Schmerbach, Siebenhöf, Stierberg, Streith
- Martinsberg
  - Edlesberg, Kleingerungs, Kleinpertholz, Loitzenreith, Martinsberg, Mitterndorf, Oed, Pitzeichen, Poggschlag, Reitzendorf, Thumling, Walpersdorf, Weixelberg, Wiehalm
- Ottenschlag
  - Bernreith, Endlas, Jungschlag, Neuhof, Oedwinkel, Ottenschlag, Reith
- Pölla
  - Altpölla, Döllersheim, Franzen, Kienberg, Kleinenzersdorf, Kleinraabs, Krug, Neupölla, Nondorf, Ramsau, Reichhalms, Schmerbach am Kamp, Waldreichs, Wegscheid am Kamp, Wetzlas
- Rappottenstein
  - Aggsbach, Arnreith, Dietharts, Grossgundholz, Grötschen, Grünbach, Hausbach, Höhendorf, Kirchbach, Kleinnondorf, Lembach, Neustift, Oberrabenthan, Pehendorf, Pfaffendorf, Pirkenreith, Rappottenstein, Reichenbach, Riebeis, Ritterkamp, Roiten, Selbitz
- Sallingberg
  - Armschlag, Grainbrunn, Großnondorf, Heubach, Kamles, Kleinhaslau, Lugendorf, Moniholz, Rabenhof, Sallingberg, Spielleithen, Spielleithen, Voitschlag
- Schönbach
  - Aschen, Dorfstadt, Fichtenhöfen, Grub im Thale, Klein-Siegharts, Lengau, Lichtenau, Lohn, Pernthon, Schönbach
- Schwarzenau
  - Ganz, Großhaselbach, Hausbach, Limpfings, Modlisch, Schlag, Schwarzenau, Stögersbach
- Schweiggers
  - Großreichenbach, Kleinwolfgers, Limbach, Mannshalm, Meinhartschlag, Perndorf, Reinbolden, Sallingstadt, Schwarzenbach, Schweiggers, Siebenlinden, Streitbach, Unterwindhag, Vierlings, Walterschlag, Windhof
- Traunstein
  - Biberschlag, Dietmanns, Gürtelberg, Haselberg, Hummelberg, Kaltenbach, Pfaffings, Prettles, Schönau, Spielberg, Stein, Traunstein, Walterschlag, Weidenegg
- Waldhausen
  - Brand, Gutenbrunn, Hirschenschlag, Königsbach, Loschberg, Niedernondorf, Niederwaltenreith, Obernondorf, Rappoltschlag, Waldhausen, Werschenschlag, Wiesenreith
- Zwettl
  - Annatsberg, Bernhards, Böhmhöf, Bösenneunzen, Edelhof, Eschabruck, Friedersbach, Gerlas, Germanns, Gerotten, Gradnitz, Großglobnitz, Großhaslau, Gschwendt, Guttenbrunn, Hörmanns, Hörweix, Jagenbach, Jahrings, Kleehof, Kleinmeinharts, Kleinotten, Kleinschönau, Koblhof, Marbach am Walde, Mayerhöfen, Merzenstein, Mitterreith, Moidrams, Negers, Neusiedl, Niederglobnitz, Niederneustift, Niederneustift, Niederstrahlbach, Oberstrahlbach, Oberwaltenreith, Ottenschlag, Purken, Ratschenhof, Rieggers, Ritzmannshof, Rosenau Dorf, Rosenau Schloss, Rottenbach, Rudmanns, Schickenhof, Syrafeld, Unterrabenthan, Unterrosenauerwald, Uttissenbach, Waldhams, Wolfsberg, Zwettl Stift, Zwettl